# Tramea cophysa
Tramea cophysa är en trollsländeart som beskrevs av Hagen 1867. Tramea cophysa ingår i släktet Tramea och familjen segeltrollsländor. Inga underarter finns listade i Catalogue of Life.